# Hydromys hussoni
Hydromys hussoni је врста глодара из породице мишева (Muridae).

## Распрострањење
Присуство врсте је примећено само на једној локацији на западу индонежанске покрајине Папуе.

## Станиште
Станишта врсте су шуме, језера и језерски екосистеми, речни екосистеми и слатководна подручја.

## Угроженост
Подаци о распрострањености ове врсте су недовољни.